# Maxomys inas
Maxomys inas és una espècie de mamífer rosegador de la família dels múrids. Viu a altituds generalment superiors a 900 msnm a la Malàisia peninsular i, possiblement, el sud de Tailàndia. El seu hàbitat natural són els boscos montans. És una espècie en risc mínim, és a dir, no sembla que hi hagi cap amenaça significativa per a la seva supervivència. El seu nom específic, inas, es refereix a la muntanya de Gunung Inas.